# 捷克克鲁姆洛夫地方法院

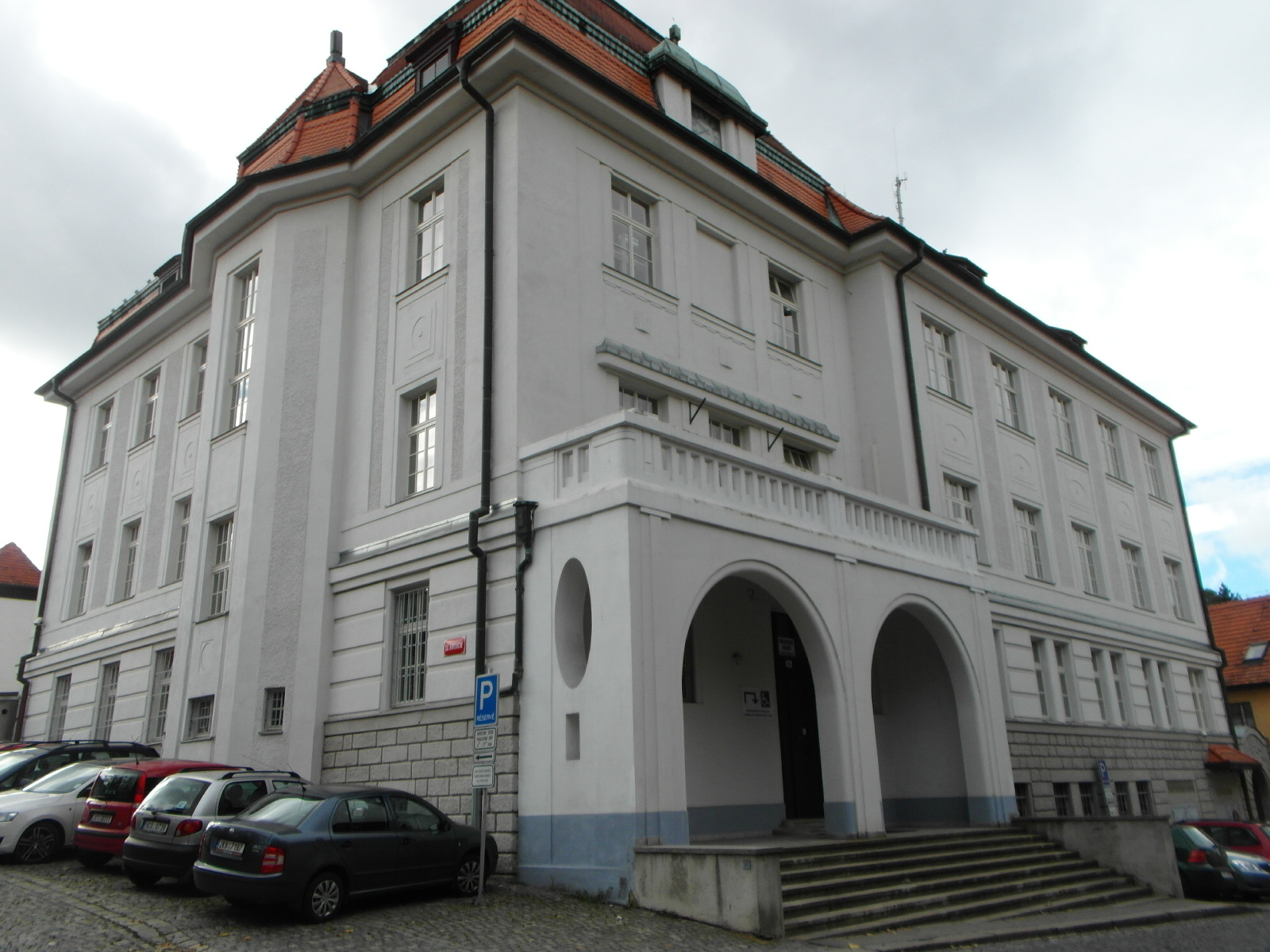
捷克克鲁姆洛夫地方法院

捷克克鲁姆洛夫地方法院（Okresní soud v Českém Krumlově）是一个设于捷克克鲁姆洛夫的地方法院，设有刑事诉讼和民事诉讼的一审法庭。
捷克克鲁姆洛夫地方法院坐落在林茨街（Linecké ulici）的两座建筑物内。主要建筑位于林茨街284号，看守和执行部门则设于66号。